# (37296) 2001 BX54
2001 BX54 (asteroide 37296) é um asteroide da cintura principal. Possui uma excentricidade de 0.12381050 e uma inclinação de 14.50085º.
Este asteroide foi descoberto no dia 19 de janeiro de 2001 por LINEAR em Socorro.